# Almonacid de Toledo
Almonacid de Toledo település Spanyolországban, Toledo tartományban. Almonacid de Toledo La Guardia, Mascaraque, Nambroca, Toledo, Villaminaya, Villasequilla, Yepes és Aranjuez községekkel határos. Lakosainak száma 931 fő (2024).

## Népesség
A település lakosságának változását az alábbi diagram mutatja:
| Lakosok száma | 801  | 824  | 871  | 901  | 881  | 843  | 814  | 790  | 885  | 931  |
|               | 2001 | 2004 | 2007 | 2009 | 2012 | 2014 | 2017 | 2019 | 2022 | 2024 |